# Сберегательная марка

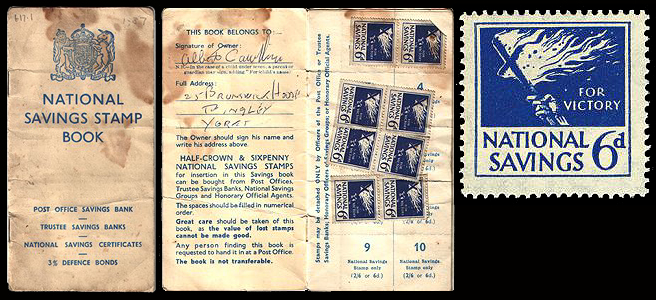
Великобритания: сберегательные марки и сберегательная книжка для них (1941—1944)

Сберега́тельные ма́рки — вид кредитных марок, одна из форм организации мелких сбережений. Выпускались в ряде стран. В РСФСР сберегательные марки с января 1918 по 15 сентября 1922 года использовались в качестве почтовых.

## Описание
Сберегательные марки известны двух назначений: учётного и накопительного. Первые использовались в повседневной работе сберегательных касс для контроля приходных денежных операций. Вторые покупались клиентами на мелкие сбережения и затем, по накоплению определённого количества, сдавались в сберегательные кассы для зачисления соответствующих сумм на счёт вкладчика.

## История
В Российской империи сберегательные марки применялись с 1890 года. Самостоятельные выпуски производило почтовое ведомство Великого княжества Финляндского. После 1917 года в межвоенный период, сберегательные марки выпускались в республиках Прибалтики и на Западной Украине, а во время Второй мировой войны — в отдельных местах территории оккупированной Германией. В Российской империи в 1916—1917 годах и в Советском Союзе в 1924—1930 годах в качестве накопительных сберегательных марок использовались почтовые марки, находящиеся в обращении.

### Сберегательные марки Российской империи

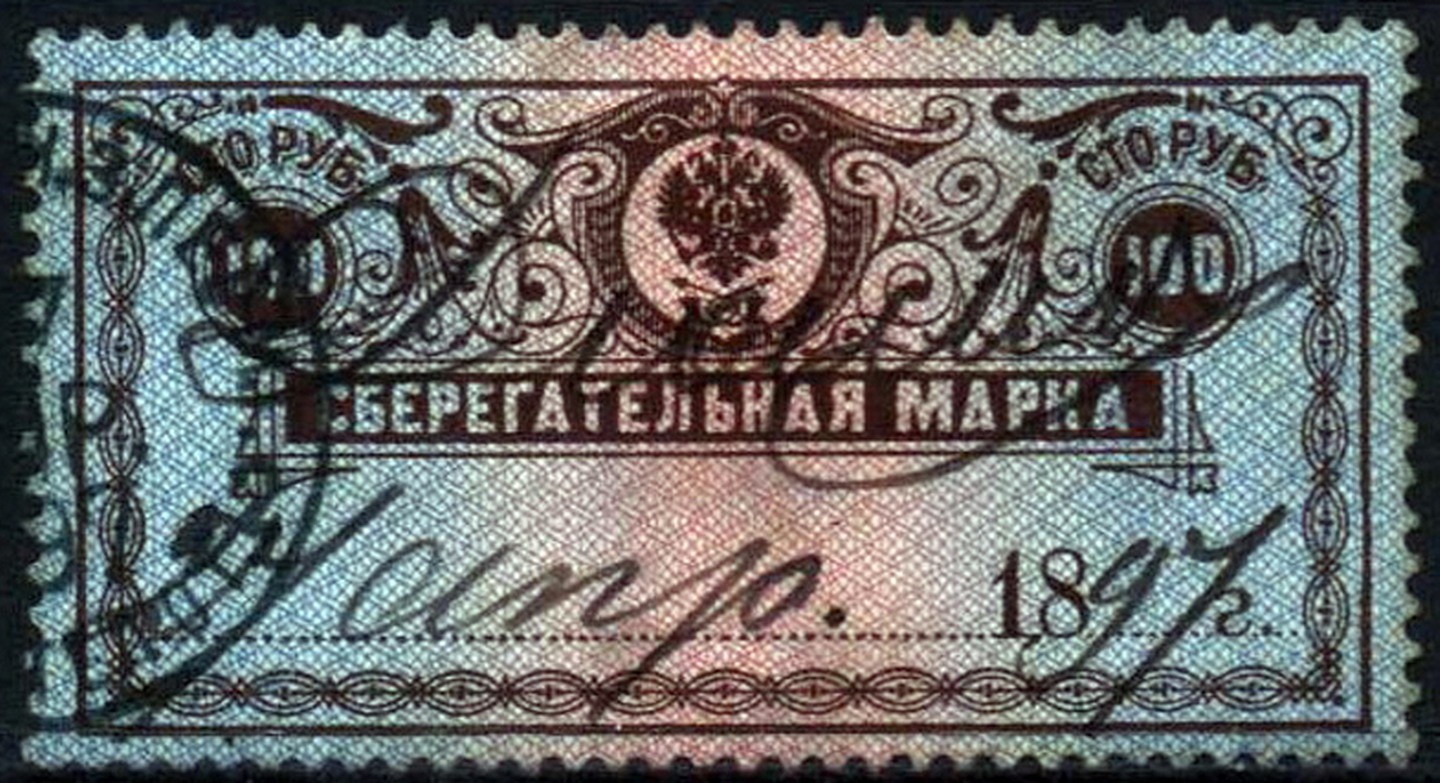
Сберегательная марка России 1-го выпуска (1896, 100 рублей)

Первые сберегательные кассы при почтово-телеграфных отделениях (ПТО) были открыты в 1890 году в Московской и Тверской губерниях. В последующие годы сберегательными денежными операциями были охвачены все ПТО России, включая расположенные на вокзалах, железнодорожных остановочных пунктах и пристанях водного транспорта.
Первый выпуск сберегательных марок России состоялся в 1889 году. Это были марки учётного назначения пяти номиналов: 25 и 50 копеек и 1, 3 и 5 рублей. В 1895 году выпустили марки номиналами 10 и 25 рублей, а в 1896 году — 100 рублей. На марках была изображена эмблема почтово-телеграфного ведомства и напечатан текст: «Сберегательная марка… 18… г.». Марки при приёме вкладов (минимальная сумма вклада составляла 50 копеек) наклеивались в сберегательную книжку и гасились календарным штемпелем почтового отделения, при котором работала сберегательная касса. Дата приёма проставлялась от руки чернилами.
В 1899 году состоялся второй выпуск сберегательных марок России, который отличался от первого лишь текстом: вместо «18… г.» — «1… г.». Были выпущены марки четырёх номиналов: 50 копеек и 3, 5 и 25 рублей.

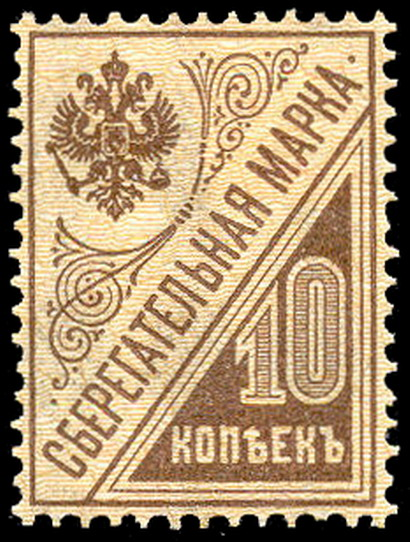
Сберегательная марка России 3-го выпуска (1900, 10 копеек)

1 января 1900 года состоялся третий выпуск сберегательных марок России. Это были марки накопительного назначения трёх номиналов: 1, 5 и 10 копеек. На марках был изображён Герб Российской империи и напечатан текст: «Сберегательная марка». Марки предназначались для наклеивания на специальные накопительные бланки, выдаваемые бесплатно в сберегательных кассах. Бланки были рассчитаны на заполнение знаками одного номинала. После заполнения бланк сдавался в сберегательную кассу и соответствующая сумма зачислялась на счёт вкладчика. Знаки, наклеенные на карточку погашались, чаще всего накатыванием роликовым штемпелем перекрещивающихся линий. Погашенные карточки по истечении установленного времени уничтожались. Введение подобных марок дало малоимущим возможность производить сбережения без посещения касс и покупать марки в любое время и в разных местах.

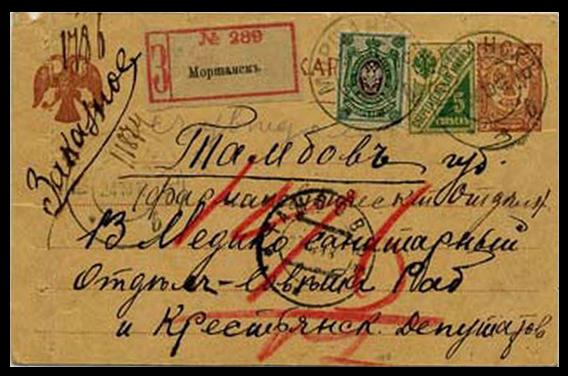
Почтовая карточка России 1918 года, франкированная почтовой и сберегательной марками Российской империи (1918)

В том же 1900 году был сделан последний, четвёртый, выпуск сберегательных марок России. Были выпущены марки учётного назначения восьми номиналов: 25 и 50 копеек и 1, 3, 5, 10, 25 и 100 рублей. На марках была изображена эмблема почтово-телеграфного ведомства и напечатан текст: «Контрольная марка… 19… г.». Выпуск был обусловлен изменением названия сберегательных марок учётного назначения — «контрольные», вместо «сберегательные». Название «сберегательные» получили марки накопительного назначения.
В 1915 году использование сберегательных марок по прямому назначению было прекращено. Вместо них стали использоваться почтовые марки тех же номиналов. Были отпечатаны накопительные бланки новой формы, на предельную сумму — 50 копеек. Применение накопительных карточек продолжалось до развала сети сберегательных касс после Октябрьской революции 1917 года.

### Почтовое обращение сберегательных марок в РСФСР
С января 1918 по 15 сентября 1922 года сберегательные марки России использовались в качестве почтовых. Почтовое обращение сберегательных марок номиналом в 1, 5 и 10 копеек официально имело три периода:
1. С 12 января 1918 года — по номинальной стоимости.
2. С марта 1921 — по 100-кратной стоимости (1 копейка равна 1 рублю).
3. С 15 августа 1921 года они официально подверглись переоценке и поступили в продажу из расчёта 250 рублей за одну марку независимо от её номинала. Они предназначались для оплаты простых писем.

Помимо РСФСР сберегательные марки с 15 августа 1921 года были официально допущены к почтовому обращению на территории Украинской ССР и Белорусской ССР. На территории Туркестанского почтового округа эти марки применялись с 5 июня 1918 года.

### Сберегательные марки СССР

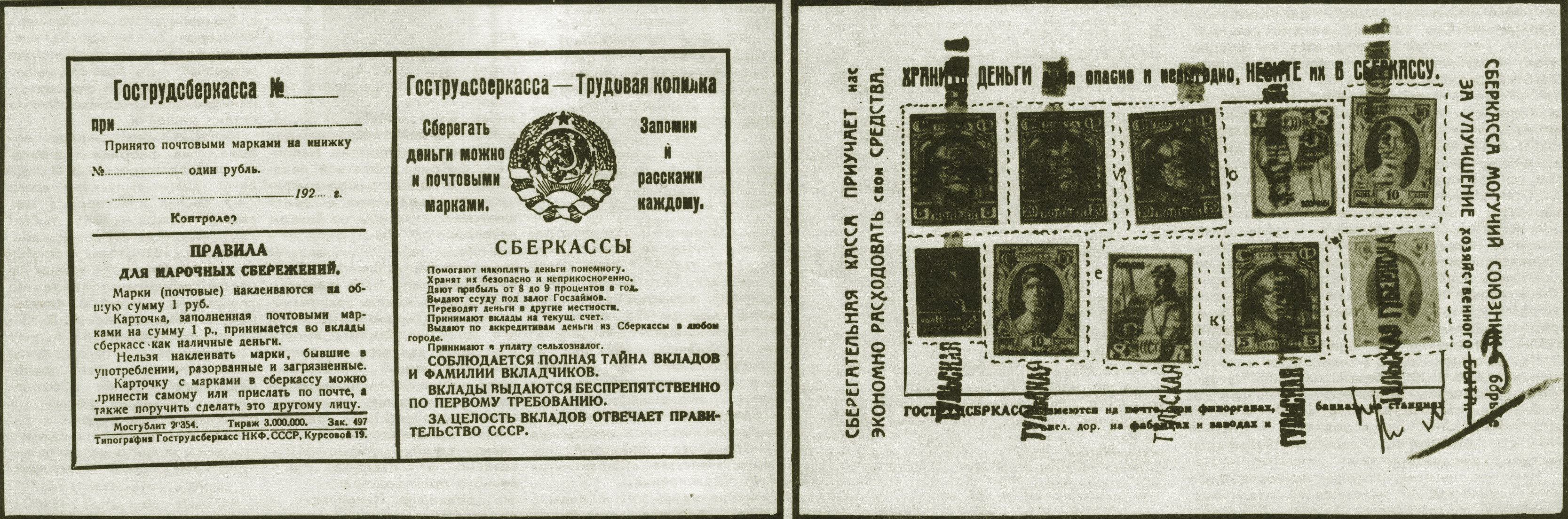
СССР: накопительная карточка для почтовых марок

В Советском Союзе специальных сберегательных марок не выпускалось. Однако для привлечения в сберегательные кассы мелких вкладчиков финансовыми органами советской администрации в конце 1924 года была начата широкая пропагандистская кампания, основой которой стало применение накопительных карточек для наклеивания почтовых марок. Используя опыт Российской империи, в СССР упростили порядок их наполнения. Допускалось наклеивание почтовых марок любых номиналов в пределах суммы 70 копеек. Процедура приёма карточек, их погашения и уничтожения была такой же как и в Российской империи. Вместо карточки её владельцу выдавалась сберегательная книжка, а на его текущий счёт зачислялась номинальная стоимость накопленных марок. Вкладчик получал новую карточку и мог продолжать пополнение своего текущего счёта, постепенно наклеивая на неё новые марки.
Система «марочных сбережений» быстро привилась и довольно долго пользовалась популярностью, особенно у детей и молодёжи. В 1926 году минимальная величина марочного вклада была повышена с 70 копеек до 1 рубля, а в 1933 году — до 5 рублей. Прекращение применения в СССР накопительных карточек было вызвано резким экономическим спадом, начавшимся в стране в конце 1920-х годов.